# Luca Bramati
Luca Bramati, född den 6 november 1968 i Vaprio d'Adda, är en italiensk tidigare tävlingscyklist, som hade sina största framgångar i cykelcross i vilket han vann både UCI World Cup och Superprestige 1995/1996. Han tävlade även i mountainbike och tog i denna tävlingsform två EM-silver (1995 och 1997) och ett VM-brons (1997) i cross country-disciplinen XCO.

## Meriter – cykelcross

### Junior
1986/1987
5:a vid Juniorvärldsmästerskapen

### Elit
Världsmästerskap och italienska mästerskap avhålls i januari/februari. UCI World Cup, Superprestige och Trophee veldrijden är serier av deltävlingar som går över cykelcrossens vintersäsong. UCI:s världsranking avser Bramatis placering vid säsongsslutet i mars.
| SäsongTävling           | 1992 1993 | 1993 1994 | 1994 1995 | 1995 1996 | 1996 1997 | 1997 1998 | 1998 1999 | 1999 2000 | 2000 2001 | 2001 2002 | 2002 2003 |
| ----------------------- | --------- | --------- | --------- | --------- | --------- | --------- | --------- | --------- | --------- | --------- | --------- |
| Världsmästerskapen      | 10        | 46        | 11        |           |           | 15        | 29        | 33        | –         | 15        | 19        |
| Italienska mästerskapen |           | –         |           |           |           | –         |           | 4         |           |           |           |
| UCI World Cup           | X         | 35        | 13        |           | 10        | 16        | 17        | 46        | 14        | –         | 42        |
| Superprestige           | –         | 34        | 14        |           | 4         | 15        | 22        | 49        | –         | –         | –         |
| Trofee veldrijden       | –         | –         | –         | –         | –         | –         | –         | –         | –         | 45        | –         |
| UCI:s världsranking     | 49        | 48        | 27        | 2         | 7         | 31        | 24        | 84        | 16        | 45        | 46        |

X = Ej avhållen

## Meriter – mountainbike
| 1995 2:a i cross country (XCO) vid Europamästerskapen 1996 8:a i cross country (XCO) vid Olympiska spelen | 1997 2:a i cross country (XCO) vid Europamästerskapen 3:a i cross country (XCO) vid Världsmästerskapen |